# چهارضلعی ساکری

چهارضلعی‌های خیام-ساکری

چهارضلعی خیام-ساکری (Saccheri Quadrilateral)، را نخستین بار عمر خیّام مورد بحث قرار داد اما در غرب با کارهای ساکری معرفی شد. خیام این چهارضلعی را بیش از هفت سده قبل از ساکری در کتاب «شرح ما اشکل» مطرح کرده‌است. 
ساکری ریاضیدان ایتالیایی و نویسنده کتاب «اقلیدس به دور از همهٔ نارسایی ها» (اقلیدس عاری از هرگونه تناقض) در سال ۱۷۷۳ بود.
هندسه‌ای که اقلیدس بنا نهاد بر پنج اصل موضوع (بنداشت) بنا شده‌است. ریاضیدانان حتی قبل از تدوین این اصول توسط اقلیدس، بر سر چهار اصل نخست توافق داشتند امّا اصلِ پنجم از همان دوران تا هنگامی که در اواخر قرن هفدهم با ظهور هندسه‌های نااقلیدسی برای همیشه حل شود؛ مورد مناقشه بود. ریاضی‌دانان تلاش می‌کردند اصل پنجم را که به نظرشان پیچیده می‌آمد با توجه به چهار اصل نخست به عنوان یک "قضیه"ای مانند سایر قضایا، "اثبات" کنند. 
جیرولامو ساکری تلاش کرد با طرح یک چهار ضلعی، از طریق برهان خلف این اصل را از چهار اصل قبلی نتیجه بگیرد. او برای اثبات اصل پنجم از روی چهار اصل اوّل، و بیست و هشت قضیهٔ منتج از آن‌ها، (هندسهٔ نتاری یا هندسه بیطرف) چهار ضلعی ای را در نظر گرفت که زوایای A و B قائمه و اضلاع AD و BC برابرند. ساکری با رسم قطر AC و BD و با استفاده از قضایای هم‌نهشتی ساده (از بین بیست و هشت قضیهٔ اول) به آسانی نشان داد که زاویه C و D برابر هستند. بنابراین سه امکان پیش می‌آید زوایای C و D حاده باشند، قائمه باشند یا منفرجه باشند. 
ساکِری با توجه به اصل دوم اقلیدس که خط را نامحدود می‌داند به سادگی اثبات کرد که حالت منفرجه غیرممکن است. (بعدها ریمان با جایگزین کردن اصل دیگری به جای اصل دوم که خط را محدود اما بی‌کرانه برمی‌شمارد هندسهٔ ریمانی را به وجود آورد.) اما برای اثبات نادرستی حالت حادّه، دچار دردسر زیادی شد و سرانجام از روی عجز اعلام کرد "فرضِ زاویهٔ حادّه، مطلقاً غلط است، زیرا که این فرض، با ذاتِ خط مستقیم، ناسازگار می‌باشد!" در نتیجه "تصور کرد" توانسته است با کمک برهان خلف، اصل توازی را از چهار اصل نخست، نتیجه بگیرد. اگر ساکری اینقدر مشتاقانه در جهتِ اثباتِ نادرستیِ فرضِ حالتِ حادّه تلاش نکرده بود، می‌توانست یک سده قبل از لباچفسکی و بویویی نوعی از هندسهٔ نااقلیدسی که امروز به آن هندسهٔ هذلولوی یا هندسهٔ لباچفسکی گفته می‌شود را ابداع کند.
ساکِری مطالعات خود را در کتاب کوچکی به نام "اقلیدس عاری از هرگونه تناقض" منتشر کرد امّا این کتاب تا صد و پنجاه سال بعد که ائوجنیو بلترامی آن را دوباره کشف کردن مهجور ماند؛ و این تکرار تاریخ بود زیرا هفتصد سال قبل از ساکری، عمر خیام در کتاب «شرح ما اشکل من مصادرات اقلیدس» (در شرح "مشکلات" کتاب اصول اقلیدس) به بررسی این چهار ضلعی پرداخته بود و دقیقاً همان مسائلی را طرح کرده بود که ساکری طرح کرده‌است. خیام نیز مانند ساکری سعی کرد نشان دهد این زوایا نمی‌تواند به جز قائمه باشد و "تصور کرد" از این راه اصل پنجم را به عنوان قضیه‌ای از چهار اصل اوّل، نتیجه گرفته‌است. خیام و سپس خواجه نصیرالدین طوسی این نکته را دریافتند که اگر این زوایا حادّه باشد آن‌گاه مجموعه زوایای مثلث ۱۸۰ درجه می‌شود. متأسفانه خیام و طوسی هیچ‌کدام مطالعات خود را در این زمینه ادامه ندادند. اما به هر حال سهم خیام در طرح این چهار ضلعی برای اولین بار، آنچنان بارز است که بعضی از مورخان به این چهار ضلعی چهارضلعی خیّام-ساکِری نیز می‌گویند.